# Мордовський Бугуруслан
Мордо́вський Бугурусла́н (рос. Мордовский Бугуруслан) — село у складі Бугурусланського району Оренбурзької області, Росія.

## Населення
Населення — 357 осіб (2010; 425 у 2002).
Національний склад (станом на 2002 рік):
- мордва — 80 %